# Горілий Олександр Леонтійович
Олекса́ндр Лео́нтійович Горі́лий (у російських джерелах — Горєлов; 14 вересня 1863, Малі Щербиничі, Чернігівщина (нині Злинківський район Брянської області) — після 1937) — український диригент, композитор, музично-громадський діяч.
Закінчив паралельно медичний факультет Московського університету (1893) та Московську консерваторію. Заснував в Астрахані відділення РМТ, при ньому — музичні класи (пізніше музичне училище, був його директором до 1904). Організатор і диригент симфонічного оркестру в Саратові (1905—1907). Один із засновників (1918) і диригент Державного симфонічного оркестру в Києві. Гастролював за кордоном. Був репресований.
Олександр Горілий — автор музичних творів:
Сценічні твори:
- опера «Вій» (1897),
- оперета «Добрі сусіди» (1891);

вокально-симфонічні твори:
- кантата до 35-річчя творчої діяльності М.Лисенка (1903);

для симфонічного оркестру
- 3 симфонії (1893, 1898, 1905);

камерно-інструментальні твори
- Фортепіанне тріо (1900),
- 2 струнні квартети (1894,1901);

Вокальні та хорові твори:
- хори;
- романси — «Як буря у лісі» (сл. М.Старицького) та ін.;
- 2 Літургії.

Інше
- Оркестрував для театральної трупи М.Садовського оперу «Запорожець за Дунаєм» С.Гулака-Артемовського, написав до неї вставну арію «Прилинь, прилинь» (1902) та інше.